# Штунська сільська рада
Штунська сільська рада — колишня адміністративно-територіальна одиниця та орган місцевого самоврядування в Любомльському районі Волинської області (Україна) з адміністративним центром у селі Штунь.
Припинила існування 19 травня 2017 року через об'єднання до складу Вишнівської сільської громади Волинської області. Натомість утворено Штунський старостинський округ при Вишнівській сільській громаді.

## Загальні відомості
Водоймища на території, підпорядкованій даній раді: річка Неретва.

## Населені пункти
Сільській раді підпорядковувались населені пункти:
- с. Штунь
- с. Висоцьк
- с. Замлиння
- с. Приріччя
- с. Терехи

## Склад ради
Рада складалась з 16 депутатів та голови.

### Керівний склад ради
| ПІБ                            | Основні відомості                                                               | Дата обрання | Дата звільнення |
| ------------------------------ | ------------------------------------------------------------------------------- | ------------ | --------------- |
| Забокрицький Василь Васильович | Сільський голова, 1973 року народження, освіта                                  | 26.03.2006   | 31.10.2010      |
| Забокрицький Василь Васильович | Сільський голова, 1973 року народження, освіта середня спеціальна, безпартійний | 31.10.2010   |                 |

Примітка: таблиця складена за даними джерела

## Населення
Згідно з переписом УРСР 1989 року чисельність наявного населення сільської ради становила 1594 особи, з яких 731 чоловік та 863 жінки.
За переписом населення України 2001 року в сільській раді мешкали 1402 особи.

### Мова
Розподіл населення за рідною мовою за даними перепису 2001 року:
| Мова       | Відсоток |
| ---------- | -------- |
| українська | 99,22 %  |
| російська  | 0,64 %   |
| білоруська | 0,07 %   |
| гагаузька  | 0,07 %   |